# 石门子水库
石门子水库，位于中国新疆维吾尔自治区昌吉州玛纳斯县境内塔西河中游，北距玛纳斯县城42km，是塔西河出山峡口水库。灌溉为主，兼顾发电、防洪。水库于1976年9月1日开工兴建，1978年进行大坝浇筑，1980年底竣工。

## 技术
塔西河多年平均流量7.36立方米/秒，最大流量189立方米/秒。古河槽冲积砂砾石层顶部高程1404m。坝基基岩高程1340．0m。石门子水库是塔西河梯级开发的第一级。河床宽100m，冲积层厚30～50m。
碾压混凝土双曲拱坝，最大坝高110m，坝顶最大弧线长为169．3m，坝顶高程1394．0m，基建面高程1285m，坝顶宽度为5m，底宽31m。坝体混凝土方量21万3。装机0.64万kW。粘土心墙堆石副坝，最大坝高61m，坝顶长度为124m。导流兼引水发电隧洞。坝顶溢洪道3孔，每孔宽5m，高3m，堰顶高程1388m。
库容5400万m3。正常蓄水位1390m。

## 历史
主体工程2003年完工。